# Ghita Nørby
Ghita Nørby (Copenaghen, 11 gennaio 1935) è un'attrice danese.

## Biografia
Figlia del cantante lirico Einar Nørby e della pianista Guldborg Laursen, ha studiato per due anni presso il Teatro reale danese (Det Kongelige Teater), facendo poi parte della compagnia dal 1956 al 1959.
Nel corso della carriera ha ricevuto numerosi premi e riconoscimenti, tra cui la medaglia Ingenio et arti nel 2006.

## Vita privata
Si è sposata cinque volte: tra i suoi mariti il cantante italo-danese Dario Campeotto e l'attore Jørgen Reenberg. Il suo attuale compagno è il compositore e pianista Svend Skipper.

## Filmografia parziale
- Ung Leg, regia di Johannes Allen (1956)
- Charles' tante , regia di Poul Bang (1959)
- Baronessen fra benzintanken, regia di Annelise Reenberg (1960)
- Han, Hun, Dirch og Dario, regia di Annelise Reenberg (1962)
- Oskar, regia di Gabriel Axel (1962)
- La prima volta... (Sytten), regia di Annelise Meineche (1965)
- The Olsen gang in a fix (Olsen-banden pa spanden), regia di Erik Balling (1969)
- Sangen om den Røde Rubin, regia di Annelise Meineche (1970)
- Amour, regia di Gabriel Axel (1970)
- Misantropen, regia di Ingmar Bergman - film TV (1974)
- Monopoly (Matador) – serie TV, 24 episodi (1978-1982)
- Oviri, regia di Henning Carlsen (1986)
- Hip hip hurra!, regia di Kjell Grede (1987)
- Katinka - Storia romantica di un amore impossibile (Katinka), regia di Max von Sydow (1988)
- Ballando con Regitze (Dansen med Regitze), regia di Kaspar Rostrup (1989)
- Freud flyttar hemifrån..., regia di Susanne Bier (1991)
- Con le migliori intenzioni (Den goda viljan), regia di Bille August (1992)
- The Kingdom - Il Regno (Riget), regia di Lars von Trier (1994)
- Pensione Oskar (Pensionat Oskar), regia di Susanne Bier (1995)
- Hamsun, regia di Jan Troell (1996)
- The Kingdom 2 (Riget II), regia di Lars von Trier (1997)
- Grev Axel, regia di Søren Fauli (2001)
- Una lei tra di noi (En kort en lang), regia di Hella Joof (2001)
- Kokken, regia di Shaky González (2002)
- L'eredità (Arven), regia di Per Fly (2003)
- Il mondo di Horten (O' Horten), regia di Bent Hamer (2007)
- Maria Larssons eviga ögonblick, regia di Jan Troell (2008)
- De vilde svaner, regia di Ghita Nørby e Peter Flinth (2009)

Ha inoltre doppiato la versione danese di vari film di animazione della Disney come Pocahontas, Lilli e il vagabondo, Mulan e Le follie dell'imperatore.

## Riconoscimenti
- Guldbagge
  - 1992 - Candidatura a migliore attrice per Freud flyttar hemifrån...
  - 1997 - Migliore attrice per Hamsun
  - 2006 - Migliore attrice non protagonista per Fyra veckor i juni